# Hafen Corpus Christi

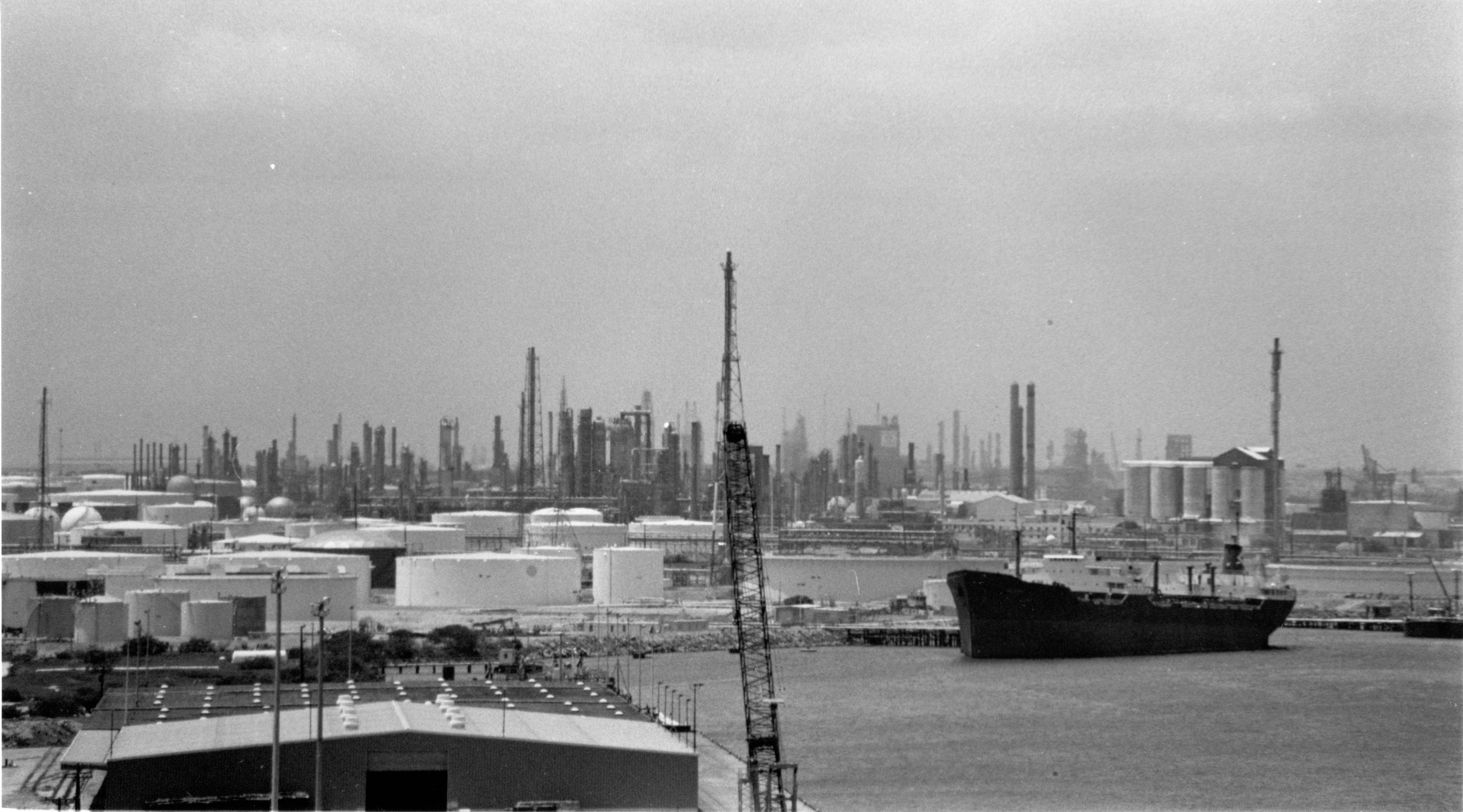
Hafen Corpus Christi von der Harbor Bridge aus gesehen (circa 1993–1997)

Der Hafen Corpus Christi  (englisch Port of Corpus Christi) ist ein 1926 eröffneter Seehafen in Corpus Christi, Texas, Vereinigte Staaten. Er wird ausschließlich als Güterhafen genutzt. Die Hafeneinfahrt wird von der Corpus Christi Harbor Bridge, einer Auslegerbrücke, überspannt.

## Lage
Der Hafen befindet sich am Nueces River an der Corpus Christi Bay am nördlichen Stadtrand von Corpus Christi (Texas) und bietet über den Kanal Corpus Christi Ship Channel Zugang zum Golf von Mexiko (Atlantischer Ozean). Die Hafenanlagen erstrecken sich über die Verwaltungsgebiete von Corpus Christi und Nueces County.

## Wirtschaftliche Bedeutung
Der Tiefwasserhafen ist der sechstgrößte Hafen des Landes in Bezug auf Warenumschlag pro Jahr.

## Infrastruktur
Der Hafen ist an das Straßennetz (z. B. U.S. Route 181) und an das Eisenbahnnetz angebunden (Kansas City Southern, BNSF Railway und Union Pacific).
Derzeit ist ein neues Containerterminal bei La Quinta geplant.